# Přesličky

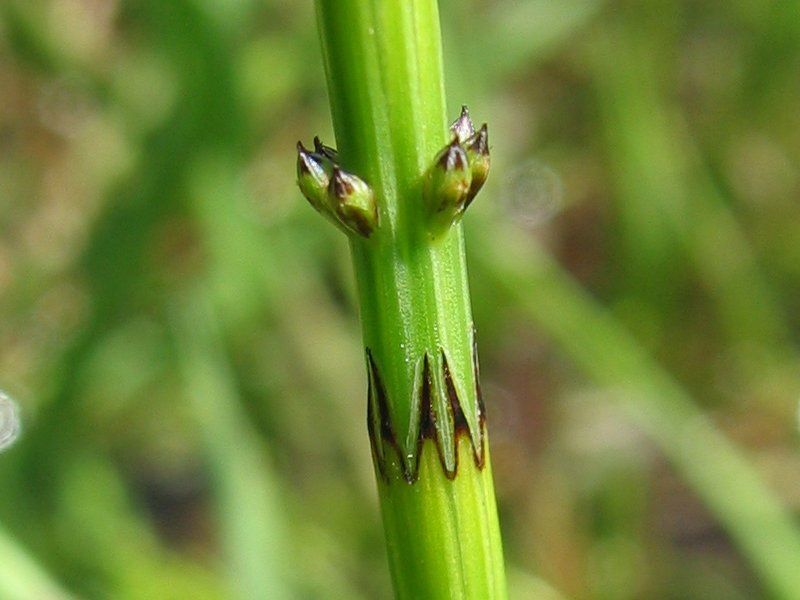
Detail přesličky bahenní

Přesličky (Equisetopsida) je třída vyšších (cévnatých) rostlin. V současnosti existuje asi 35 druhů.
Ve fosilních vykopávkách je však možné nalézat přesličky, náležející do jiných již vymřelých tříd oddělení, které byly významnou částí flóry v období karbonu, Hyeniopsida, Sphenophyllopsida a Pseudoborniopsida aj.
Třída Equisetopsida obsahuje v současnosti přesličkotvaré Equisetales. Další řády jsou vymřelé, byly na Zemi rozšířeny v prvohorách, např. Calamitales. V současnosti existuje jediná čeleď, přesličkovité (Equisetaceae).
Čeleď přesličkovité obsahuje recentně 1-2 rody, záleží na pojetí. Např. Květena ČR uznává 2 rody: přeslička (Equisetum s. str.) a cídivka (Hippochaete), jiní jako Kubát 2002 uznává 1 široký rod přeslička (Equisetum s.l.) se 2 podrody: Equisetum a Hippochaete.
Podle aktuálních fylogenetických studií jsou přesličky pravděpodobně monofyletickou větví kapraďorostů, sesterskou ke kapradinám, tvořeným přirozenými taxony Ophioglossidae, Marratiidae a Polypodiidae, i když plně vyloučeny nejsou ani některé hypotézy považující je za vnitřní skupinu kapradin.

## Obecná charakteristika
Přesličkovité (Equisetaceae) jsou dnes jediná žijící čeleď kdysi bohaté třídy Equisetopsida.
Sporofyty dnes žijících přesliček jsou vytrvalé byliny (vyjma jihoamerických druhů - dřevnaté lodyhy). Přesličky vytrvávají v zemi dlouhými, plazivými, bohatě větvenými, článkovanými oddenky. Tyto oddenky jsou podobné jako nadzemní lodyhy. U některých druhů (např. přeslička rolní) jednotlivé části tloustnou a tvoří oddenkové hlízy se zásobními látkami. Nadzemní lodyhy jsou u druhů mírného pásma nižší než 1 metr, u tropických druhů mohou být až 12 metrů dlouhé. Lodyhy jsou na povrchu podélně rýhované. Stavba nadzemní části je značně složitá. Uprostřed lodyhy se nachází velká centrální dutina, která vznikla rozrušením dřeňových buněk. Listy jsou drobné, jednotné sfenopsidní mikrofyly, často vyrůstají přeslenitě a srůstají v zubatou pochvu. Vnější blána pokožky lodyh je impregnována ligninem a inkrustována oxidem křemičitým, který způsobuje hrbolky.
Některé druhy obsahují piperidinové alkaloidy a jsou jedovaté, např. přeslička bahenní (Equisetum palustre).

## Životní cyklus
V ontogenezi dochází k tzv. rodozměně, přičemž převládá fáze sporofytu (2n) nad fází gametofytu (n). Ze zygoty vyrůstá sporofyt nesoucí výtrusný klas, na němž jsou ve střídavých přeslenech jen sporangiofory s výtrusnicemi a výtrusy, které jsou výsledkem redukčního dělení (R!). Z výtrusů klíčí prothallia, jež nesou archegonium a antheridium. Polyciliátní spermatozoidy, vznikající v antheridiu, se ve vodním prostředím dostávají k archegoniu, obsahujícímu oosféru. Dochází k oplození a k vzniku zygoty.

### Fáze gametofytu
Spory jsou zelené a na povrchu mají 4 vláhojevné pentlice zvané haptery, které se při změně vlhkosti vzájemně proplétají ve shluky roznášené větrem. Spory jsou morfologicky stejné, ale geneticky rozdílné, neboť z některých vyrůstají v těsné blízkosti díky hapterům samčí nebo samičí lupenité prokly. Samčí prokly s antheridii (pelatkami) jsou spojeny se samičími s archegonii (zárodečníky) prostřednictvím hapterů usnadňujících oplození. Spermatozoidy jsou mnohobičíkaté (polyciliátní) a po oplození vajíčka v archegoniu vznikne zygota. Odtud začíná fáze sporofytu.

### Fáze sporofytu
Ze zygoty vyrůstá sporofyt, jehož součástí je oddenek a stonek. Stonek se zpravidla přeslenitě větví, vzácněji se přeslenité uspořádání nevyskytuje, např. u přesličky zimní (Equisetum hyemale). U některých druhů, např. přeslička rolní (Equisetum arvense), se vytváří výrazný sezónní dimorfismus. Jarní lodyha je nezelená, nevětvená, křehká, dužnatá, nerýhovaná a bez průduchů nesoucí strobilus. Ta později odumře a z oddenku vyrůstá letní lodyha, která je zelená a sterilní. Jejím úkolem je nashromáždit živiny pro výživu jarní lodyhy, která vyroste příští jaro. Avšak u většiny druhů tyto fáze nejsou, např. u přesličky bahenní (Equisetum palustre). V tomto případě vyrazí z oddenku lodyha se strobilem, která však oproti výše zmíněné skupině neodumírá, ale zezelená se a asimiluje. Trofofyly (asimilující listy) jsou výrazně odlišné od sporofylů.

## Rozšíření a ekologie
Vymřelé druhy přesliček, plavuní a kapradin rostly v močálovitých oblastech prvohorních tropických pralesů.
Asi 35 druhů se vyskytuje téměř po celém světě, snad kromě Austrálie a Antarktidy. V ČR roste 8 druhů. Nejznámějším druhem je přeslička rolní.